# Le Passé devant nous
Pour plus de détails, voir Fiche technique et Distribution.
Le Passé devant nous est un film belge réalisé par Nathalie Teirlinck, sorti en 2016.

## Fiche technique
- Réalisation : Nathalie Teirlinck
- Scénario : Nathalie Teirlinck
- Producteur : Bart Van Langendonck, Xavier Rombaut
- Musique originale : John Parish
- Format : Couleur
- Pays :  Belgique
- Langue : Français
- Dates de sortie : 
  -  Belgique : 3 octobre 2016 (Festival international du film francophone de Namur)
  -  Belgique : 8 février 2017

## Distribution
- Evelyne Brochu : Alice
- Zuri François : Robin
- Ériq Ebouaney : Michel
- Johan Leysen : George
- Adonis Danieletto : le mari de Lucy
- Guillaume Duhesme : Arnaud
- Romàn Malempré : Nicholas
- Véronique Seghers : la bussinesswoman
- Arminé Telimi : la mère gitane
- Arieh Worthalter : Olivier

## Récompenses
- Mention spéciale du jury au Festival international du film d'Aubagne - Music & Cinema 2017.